# Мозок Донована
«Мозок Донована» (англ. «Donovan's Brain») — незалежний чорно-білий науково-фантастичний фільм жахів 1953 року, заснований на романі жахів 1942 року «Мозок Донована» Курта Сіодмака і знятий Алланом Доулінґом і Томом Ґрісом, режисером Феліксом Фейстом, у якому зіграли Лью Ейрс і Ненсі Девіс. Дистриб'ютором кінострічки була студія United Artists.
Історія розповідає про спробу зберегти життя мозку мільйонера-мегаломана Воррена Донована після фатальної авіакатастрофи. Мозок має інші ідеї та починає володіти людьми.

## Сюжет
Доктор Патрік Корі та його дружина Дженіс живуть у гірському усамітненні, де Корі намагається зберегти мозок мавпи після того, як він був вилучений з черепа мавпи.
Приватний літак бізнесмена Воррена Донована зазнає аварії неподалік від будиночка Корі, і рятувальники просять Корі про допомогу. Донован важко поранений і не виживе, тому Корі забирає мозок бізнесмена для експериментів. Корі вдається зберегти мозок живим в наелектризованому фізіологічному розчині. Написавши повідомлення почерком Донована під час його сну, Корі вважає, що свідомість Донована все ще збереглася, і намагається спілкуватися з мозком.
Поступово Корі починає проявляти риси особистості Донована, такі як куріння сигар, використання безжалісного маніпулювання особистістю і кульгавість. Дженіс і Френк Шратт, друг і помічник Корі, підозрюють, що свідомість Донована використовує телепатичний контроль над свідомістю, щоб придушити вільну волю Корі. Тим часом фотограф новин Йокум виявляє, що Корі незаконно викрав мозок Донована, і вимагає гроші за збереження таємниці.
Мозок Донована стає все більш потужним, використовуючи Корі для збору фінансових статків, а також для того, щоб взяти під контроль розум Йокума і змусити його потрапити в смертельну автокатастрофу. Зрозумівши, що Донован може контролювати лише одну людину за раз, Дженіс і Френк змовляються знищити мозок. Однак план Френка йде шкереберть, коли Донован змушує Френка застрелитися. Зрештою, блискавка вдаряє в будинок Корі та спалахує пожежа, яка спалює мозок Донована і кладе кінець жаху. Френк виживає, а Корі з готовністю йде приймати наслідки за свої дії.

## Акторський склад
- Лью Ейрс — доктор Патрік Корі
- Ненсі Девіс — Дженіс Корі
- Джин Еванс — Йокум
- Том Паверс — радник Донована з Вашингтона
- Ліза Говард — Хлоя Донован (у титрах — Ліза К. Говард)
- Джеймс Андерсон — вождь Таттл (у титрах — Кайл Джеймс)
- Віктор Сазерленд — Натаніель Фуллер
- Майкл Колґан — Том Донован
- Пітер Адамс — пан Вебстер
- Гарлан Ворд — агент Міністерства фінансів Брук
- Шимен Раскін — кравець